# Düsseldorfer Kasematten

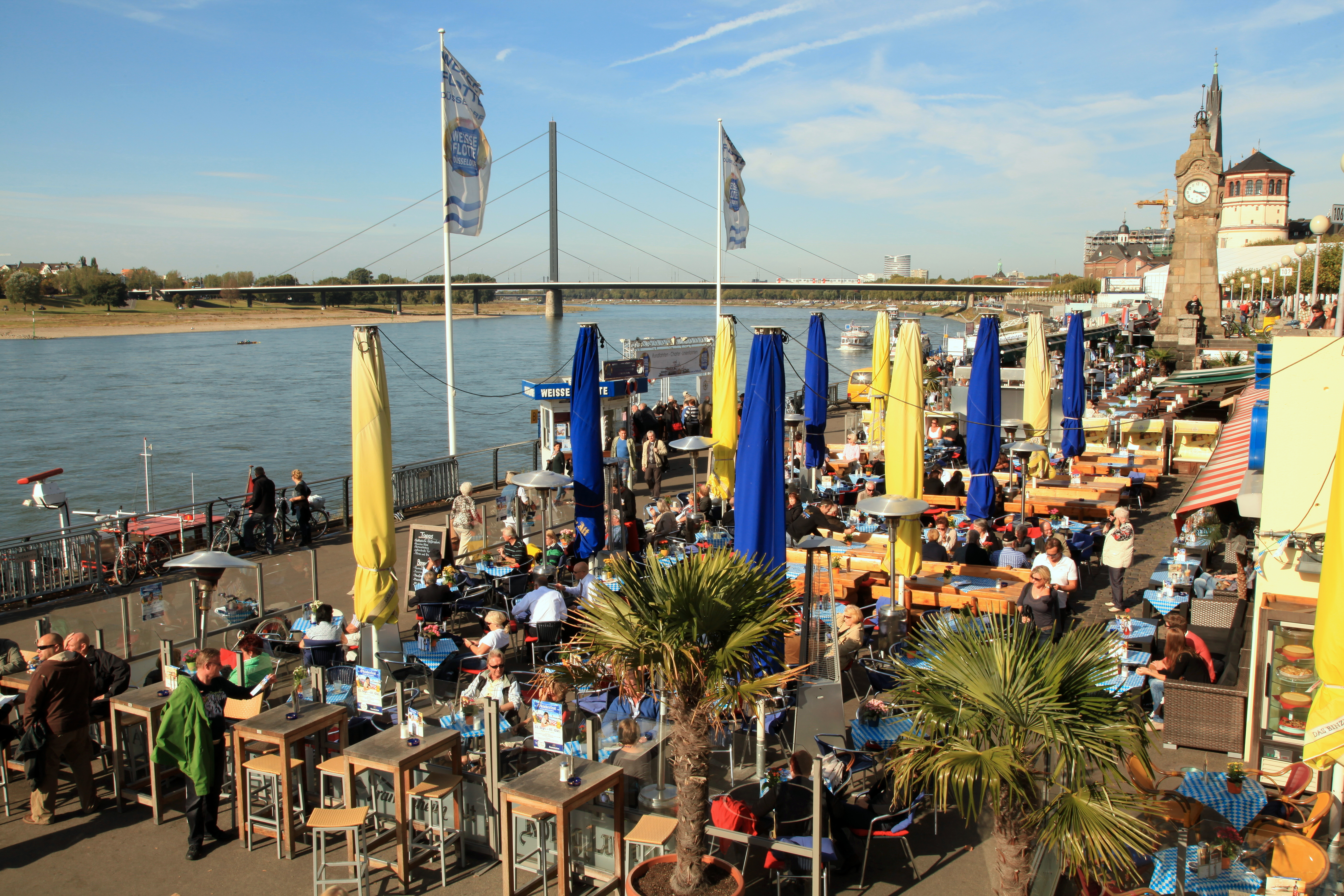
Außengastronomie an den Düsseldorfer Kasematten, 2012

Die Düsseldorfer Kasematten bilden einen stark frequentierten Abschnitt der Rheinuferpromenade im Düsseldorfer Stadtteil Altstadt. An ihm liegen mehrere Gaststätten mit ganzjähriger Außengastronomie sowie Schiffsanlegestellen der Weißen Flotte Düsseldorf und der Köln-Düsseldorfer. Während der Begriff vor dem Bau der heutigen Rheinuferpromenade nur die unterirdischen Gewölbe einer dort verlaufenden Hochwasserschutzanlage bezeichnete, wird darunter heute die darin angesiedelte Gaststättenzeile insgesamt verstanden, einschließlich ihrer weitläufigen Außenbereiche.

## Lage und Umgebung

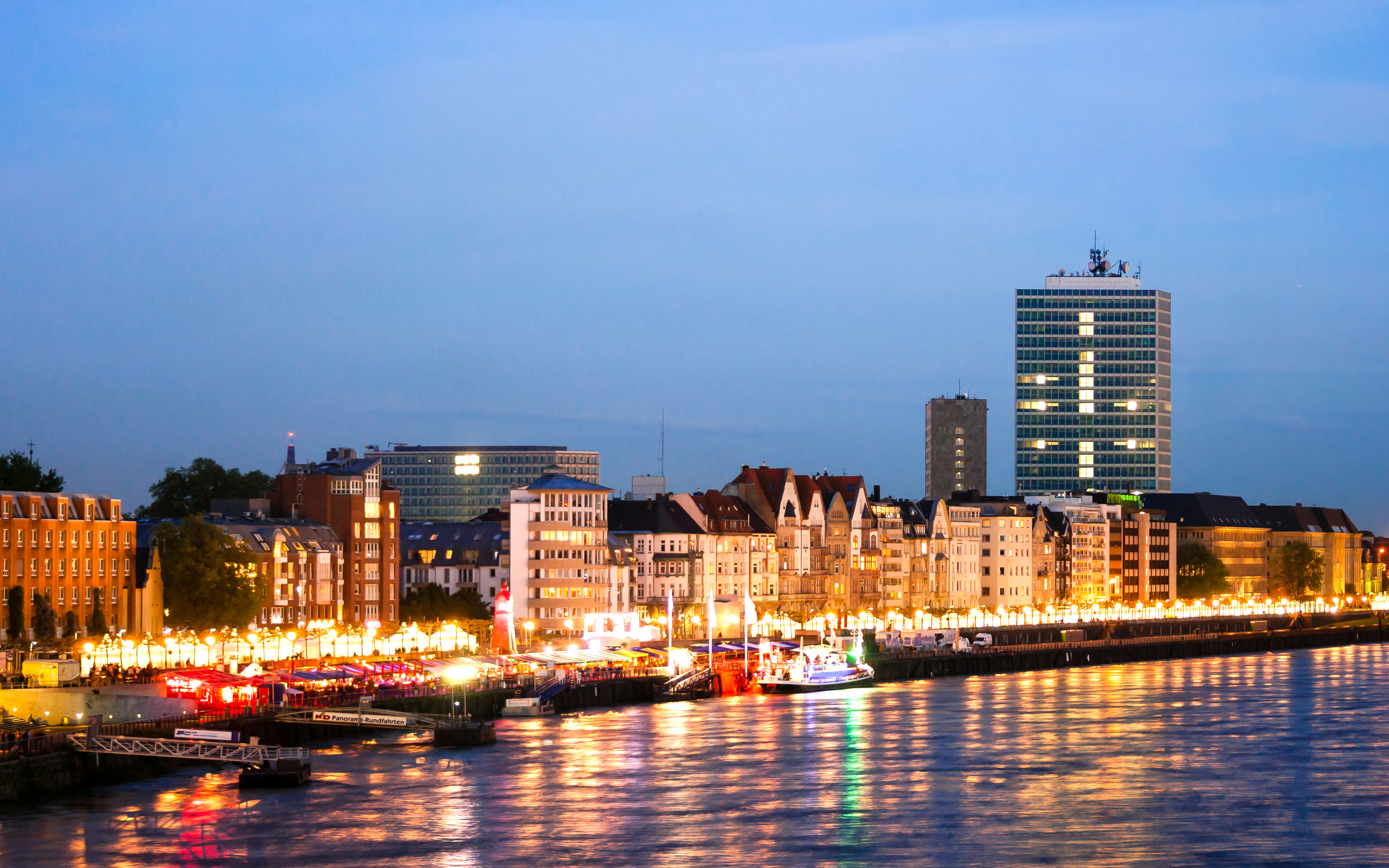
Rathausufer mit Kasematten bei Nacht, 2012

Die Kasematten liegen auf und an der unteren Werft des Rathausufers, einem Kai, der das Rheinufer der Stadtteile Altstadt und Carlstadt befestigt. Begrenzt werden die Kasematten im Norden durch eine Freitreppe am Burgplatz, die auch als „Rheintreppe“ bezeichnet wird. Im Süden enden die Kasematten etwa auf Höhe der Schulstraße. Weiterhin umfassen sie in östlicher Richtung einen Durchgang unter einer Brücke, der das Untere Rheinwerft mit dem Alten Hafen verbindet. Bei Hochwasser wird dieser Durchgang mit einer Aluminiumwand geschlossen.

## Geschichte

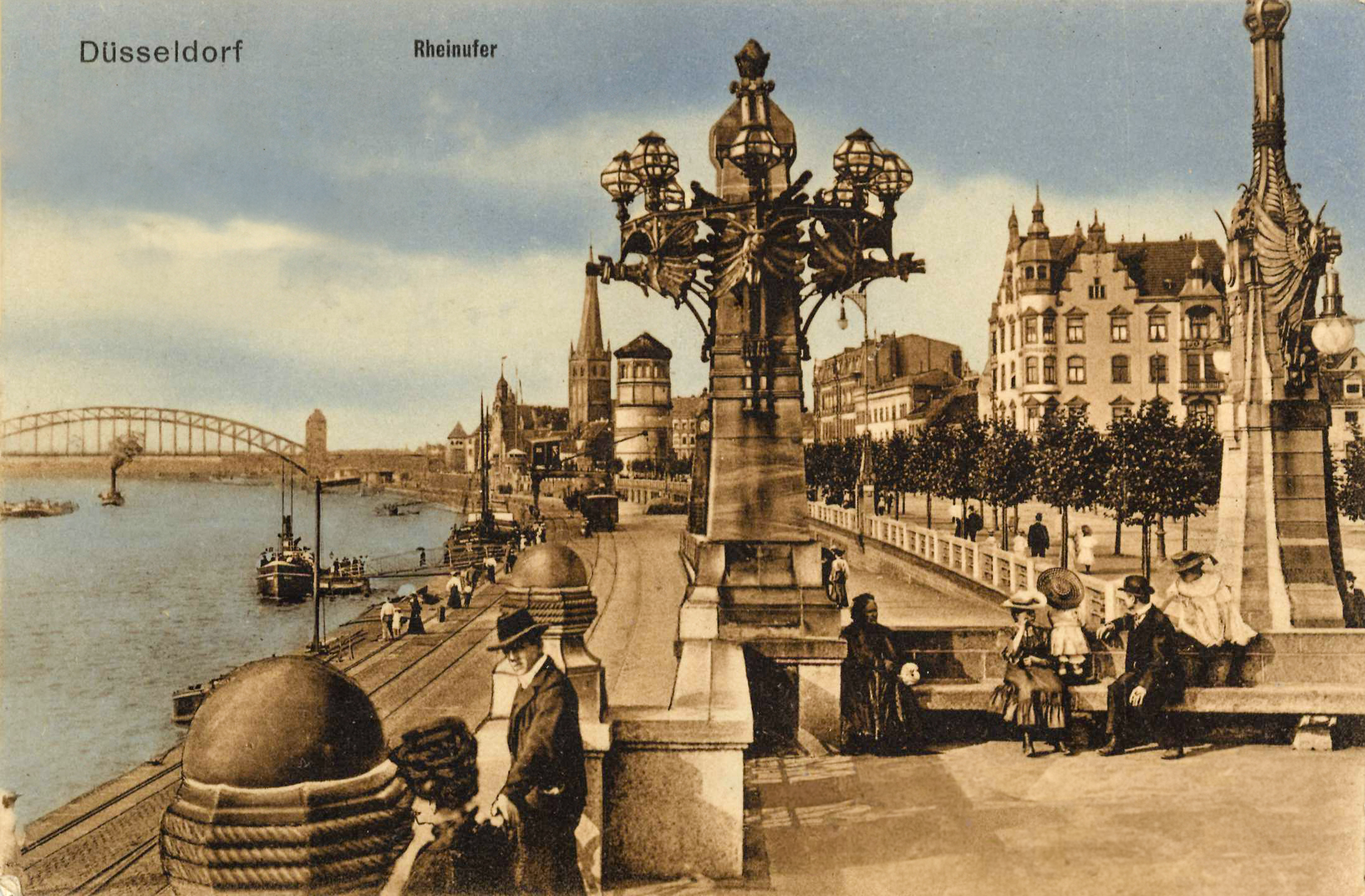
Kasematten nach ihrer Fertigstellung im Jahre 1902, historische Postkarte

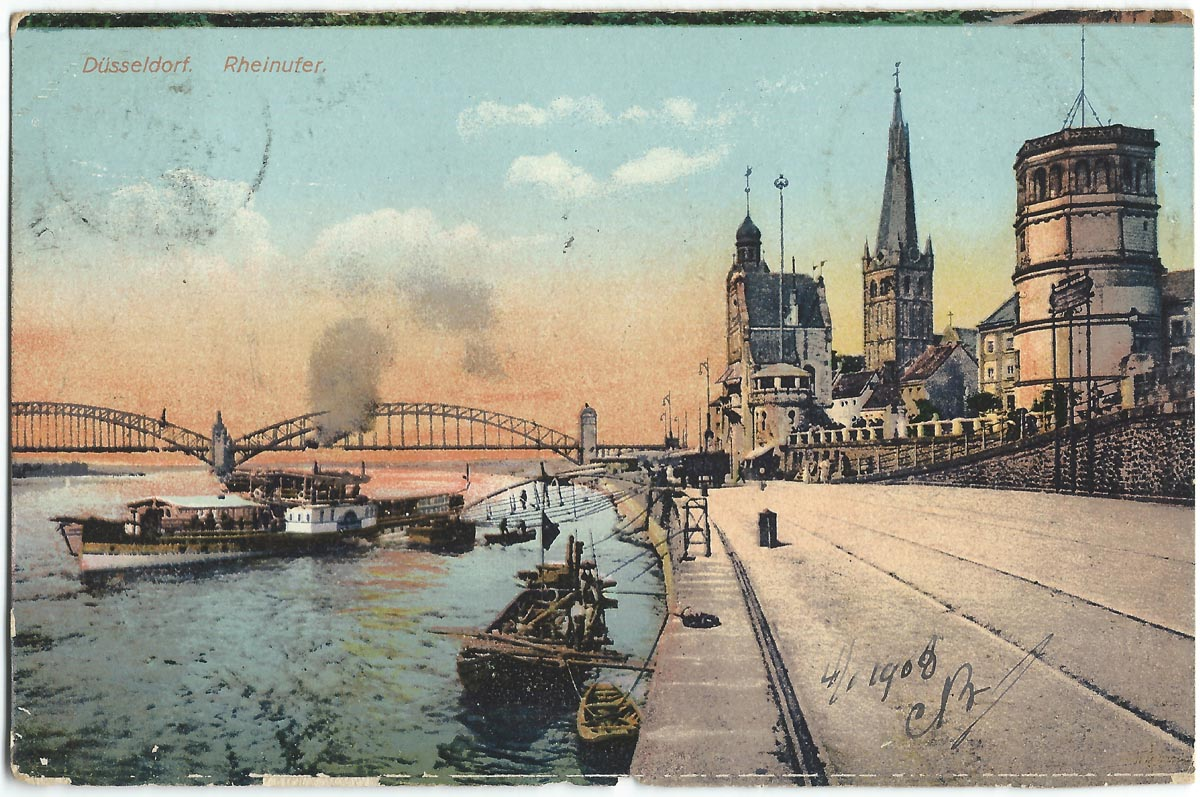
Unteres Rheinwerft am Schlossturm im Jahre 1908, historische Postkarte

Ab 1898 wurde als Maßnahme des Hochwasserschutzes das Rheinufer vorverlegt („Rheinufervorschiebung“). Das dazu nötige Bodenmaterial stammte aus dem Aushub des gleichzeitig gebauten Hafens südlich des Rheinknies. Es entstanden so das Untere Rheinwerft direkt am Rhein als Anlegestelle für die Schifffahrt sowie das Obere Rheinwerft, das höher und zur Stadt hin gelegen ist. Der Höhenunterschied zwischen Unterem und Oberem Rheinwerft war nach Plänen von Johannes Radke durch eine Böschungsmauer aus Naturstein gestaltet, in die Brüstungen, kandelabergeschmückte Pilaster, Vorsprünge mit Sitzgelegenheiten, Rampen, Zugänge zu Lagerräumen, Treppenanlagen, eine Pegeluhr sowie als gastronomische Attraktion das Weinlokal Düsselschlösschen integriert waren. Radkes Ufergestaltung, die rechtzeitig zur Industrie- und Gewerbeausstellung Düsseldorf 1902 fertiggestellt war, griff Motive der Rheinromantik auf und zeigte eklektizistische Formen und Baumaterialien des Jugendstils und des Späthistorismus.
Das Rheinufer am Unteren Rheinwerft diente weiterhin vor allem als Güterumschlagsplatz, während das Obere Rheinwerft – parallel zur hier verlaufenden Reichsstraße 1 – als Promenade ausgebildet und schon damals als Allee mit Bäumen bepflanzt war. Das Untere Rheinwerft verfügte über unterirdische Lagermöglichkeiten unter der Oberfläche des Oberen Rheinwerft. Diese Lagerräume, die einem Gewölbe aus dem Festungsbau ähnelten und Kasematten genannt werden, waren die Vorläufer der heutigen Kasematten.
Im Zweiten Weltkrieg wurden große Teile der Rheinuferpromenade aus der Zeit der Jahrhundertwende durch Luftangriffe zerstört. In der Zeit des sogenannten Wirtschaftswunders wurde die Bundesstraße 1, die zu dieser Zeit oberirdisch entlang des Altstadtufers Düsseldorfs verlief, nach Plänen von Walter Köngeter und Friedrich Tamms wegen des rasant anwachsenden Autoverkehrs vierspurig ausgebaut. Diesem Ausbau, der dem städtebaulichen Leitbild der „autogerechten Stadt“ folgte, fielen weitere Teile von Radkes Rheinuferarchitektur zum Opfer. Die Rheinuferstraße wurde damals von rund 55.000 Fahrzeugen täglich befahren. Es gab kaum noch eine Verbindung zwischen der Altstadt und dem Rheinufer; wollte man von der Altstadt aus zum Rhein gehen, musste die dicht befahrene Straße passiert werden. Nach der Aufgabe des Unteren Rheinwerft als Güterumschlagsplatz wurde das Rheinufer ab den 1960er Jahren vor allem als Parkplatz für Besucher der Düsseldorfer Altstadt genutzt. Gelegentlich fanden im Bereich der heutigen Kasematten Kunstausstellungen statt.
Im Jahr 1976 wurde beschlossen, eine unterirdische Lösung für den Fahrzeugverkehr zu schaffen, um wieder einen freien Zugang von der Düsseldorfer Altstadt zum Rheinufer zu ermöglichen und die Aufenthaltsqualität zu erhöhen. Daraufhin wurde von 1990 bis 1993 der Rheinufertunnel errichtet, der mit Baukosten von rund einer halben Milliarde Euro als Düsseldorfer Jahrhundertprojekt und eines der bisher größten Projekte zur Verkehrsberuhigung gilt. Der Tunnelbau ermöglichte die Umgestaltung des Rheinufers als Fußgängerzone: Auf einer Länge von rund drei Kilometern entstand die Rheinuferpromenade, und die Altstadt grenzte wieder direkt ans Rheinufer. Die Attraktivität des Rheinufers für Tourismus und Naherholung stieg infolge der so wiedergewonnenen Aufenthaltsqualität stark an und lockte viele Besucher, was wiederum zu einer intensiven Bewirtschaftung mit Gastronomie und Ausflugsschifffahrt führte.
Während die Bereiche für die Gäste der Gastronomiebetriebe im Außenbereich liegen, finden Küchen und Versorgungsbereiche in den ehemaligen Lagerräumen des Unteren Rheinwerft Platz. Sie befinden sich somit unterirdisch. Da diese Besonderheit – insbesondere in Kombination mit den massiven historischen Stützmauern und Treppen aus der Jugendstilepoche und dem Fußgängertunnel – an Kasematten im Festungsbau erinnert, wird der Name Kasematten auch heute noch für diesen Abschnitt der Rheinuferpromenade verwendet.
Im Jahr 2012 wurde der begehbare Teil des Unteren Rheinwerft nach einem Unfallsturz an der Kaimauer zum Rhein hin auf einer Länge von rund einem Kilometer neu abgezäunt.

## Denkmalschutz
Seit dem 2. September 1987 stehen die historischen Hochwasserschutzanlagen des Rheinwerft einschließlich ihrer Aufbauten – somit auch die historischen Bestandteile der Kasematten – unter Denkmalschutz. Eingriffe in die Bausubstanz oder das Erscheinungsbild dieser Anlagen bedürfen einer denkmalrechtlichen Erlaubnis.

## Tourismus und Schifffahrt
Seit dem Bau des Rheinufertunnels und der Neugestaltung des Rheinufers in den 1990er Jahren gilt die Rheinuferpromenade neben der Königsallee als eine der beliebtesten Flaniermeilen der Stadt Düsseldorf. Ihr besonderer Reiz liegt in der Aussicht auf den Rhein, die Rheinschifffahrt, die Stadtlandschaft und eine Reihe von Wahrzeichen Düsseldorfs, darunter der Rheinturm, der Schlossturm, der Turm der Lambertuskirche, die Oberkasseler und die Rheinkniebrücke. Die Anziehungskraft der Rheinuferpromenade führte bald – insbesondere zu Zeiten von Messen und anderen publikumswirksamen Veranstaltungen – zu Phänomenen des Massentourismus, dem die Kasematten durch ihre gastronomischen Angebote entsprechen. 

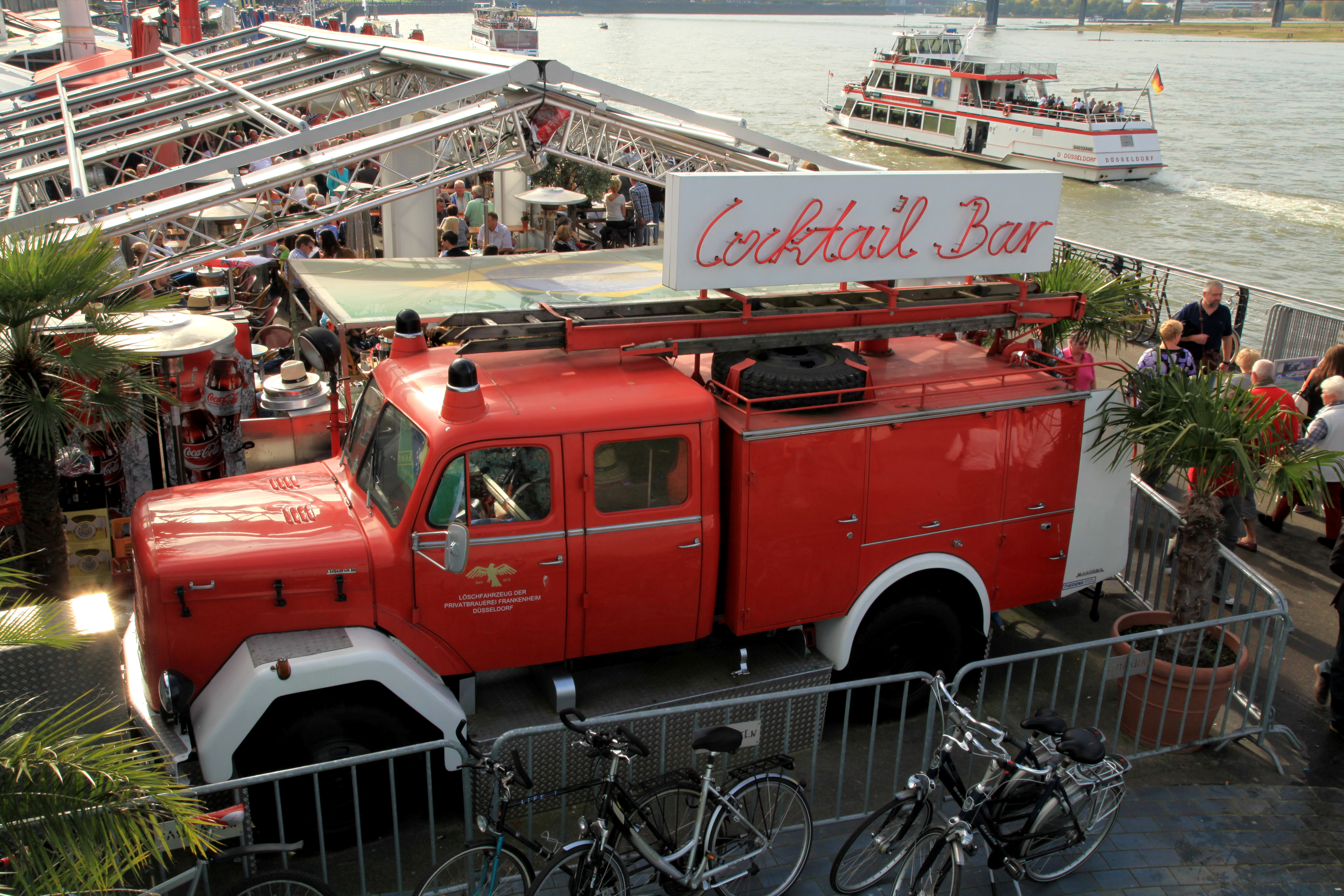
Ortsfest aufgestelltes Feuerwehrauto als Teil einer Cocktailbar, 2012

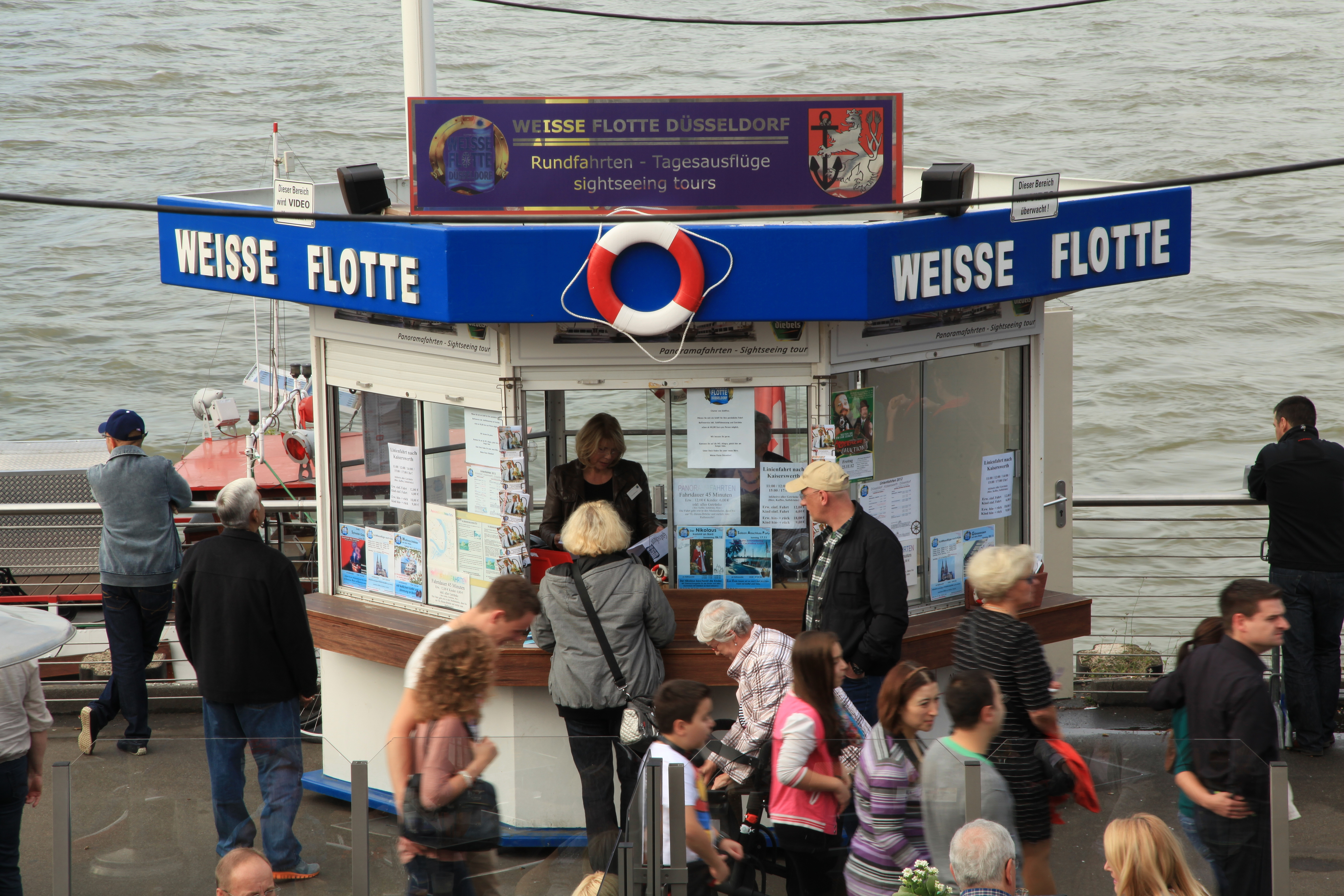
Ticketverkaufsbude der Weißen Flotte Düsseldorf

Der Gästebereich der Gaststättenzeile entlang der Kasematten liegt im Wesentlichen im Freien. Der größte Teil der Sitzplätze befindet sich inzwischen unter langgestreckten Markisenkonstruktionen oder unter zusätzlich aufgestellten Schirmen. Die wie ein Terrassenlokal, ein Biergarten oder eine Strandbar möblierten Betriebe werden durch eine Eisdiele und ein Fischrestaurant ergänzt. Insgesamt verfügt die Zeile über etwa 5.000 Sitzplätze. Während die gastronomische Nutzung der Kasematten zunächst nur in den Sommermonaten bestand, wurde das Angebot später für den ganzjährigen Gastronomiebetrieb ausgebaut, insbesondere durch Beheizungs- und Überdachungsmaßnahmen. In diesem Zusammenhang gab es diverse Streitigkeiten mit der Stadtverwaltung, die sich an Ordnungswidrigkeiten und ungenehmigten Anlagen entzündet hatten. Der heutige Ausbau des Ensembles schließt die Ausstrahlung von Fußballsendungen auf Großbildschirmen, die Beschallung mit Unterhaltungsmusik, die Beleuchtung mit Lüstern und Strahlern, die dafür nötige Technik (Verkabelungen, Parabolantennen, Lautsprecher), die Beheizung mittels Heizstrahlern, die Abschirmung durch Stellwände, Pflanzkübel, Markisen und Sonnenschirme, die Bewerbung der Anlagen mit bunten Schildern, Wimpeln, Fahnen und Flaggenmasten sowie Dekorationsmaterialien, mehrere Theken, ein ortsfest aufgestelltes Feuerwehrauto, Abluftkamine, Müllbehälter sowie zwei Verkaufsbuden für Tickets ein.
Zwischen Burgplatz und Pegeluhr befinden sich Anlegestellen der Weisse Flotte Düsseldorf für die Ausflugsschifffahrt mit vier Schiffen. Das fünfte Schiff der Flotte, die Allegra, ist fest verankert und dient als Gastronomieschiff. Neben der Weißen Flotte Düsseldorf legt auch die Köln-Düsseldorfer an den Kasematten an.

## Pegeluhr

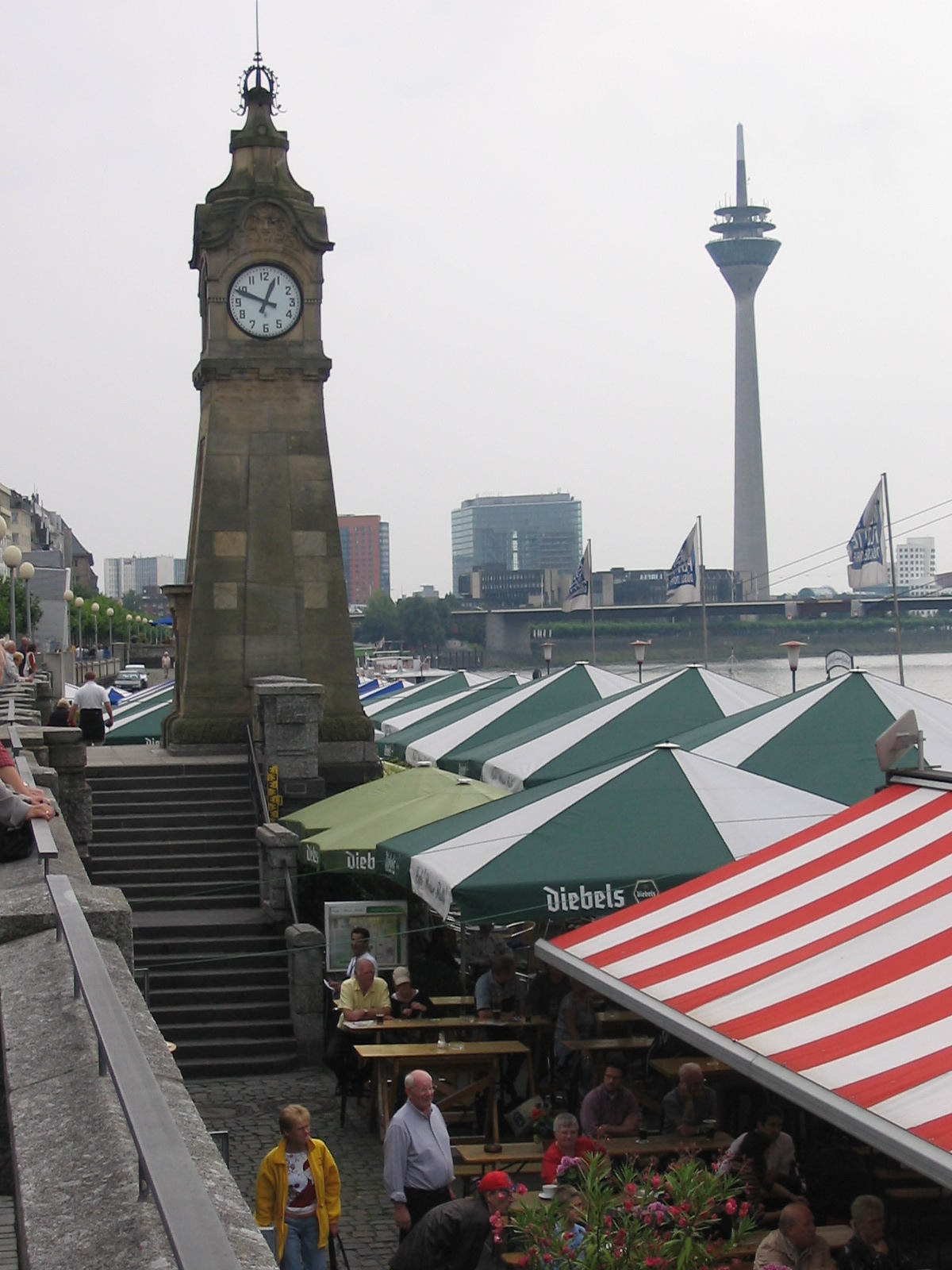
Pegeluhr über einer „Dachlandschaft“ aus Markisen und Sonnenschirmen, 2004

Oberhalb des Weisse-Flotte-Anlegers und am Rheinkilometer 744,2 befindet sich die historische Pegeluhr. Sie wurde 1996 restauriert. An ihr lassen sich neben der Uhrzeit auch der momentane Wasserstand des Rheins ablesen. Der kleine Zeiger zeigt dabei die Meter, der große die Zentimeter an. Außerdem sind historische Höchststände markiert. Der Normalpegel des Rheins liegt an dieser Stelle bei 24,48 m über dem Meeresspiegel. Die Pegeluhr ist eine Sehenswürdigkeit der Stadt Düsseldorf, weswegen sie als Fotomotiv und Treffpunkt populär ist. Im Inneren der Pegeluhr befindet sich moderne Technik, die das Prüfen des aktuellen Wasserstandes auch online, über Radiomeldungen und eine Telefonansage ermöglicht. Neben der Pegeluhr lässt sich von den Kasematten aus auch die Uhrzeit an der größten Dezimaluhr der Welt ablesen, an den Lichtpunkten am Schaft des Rheinturms.